# Potsdamer Konferenz

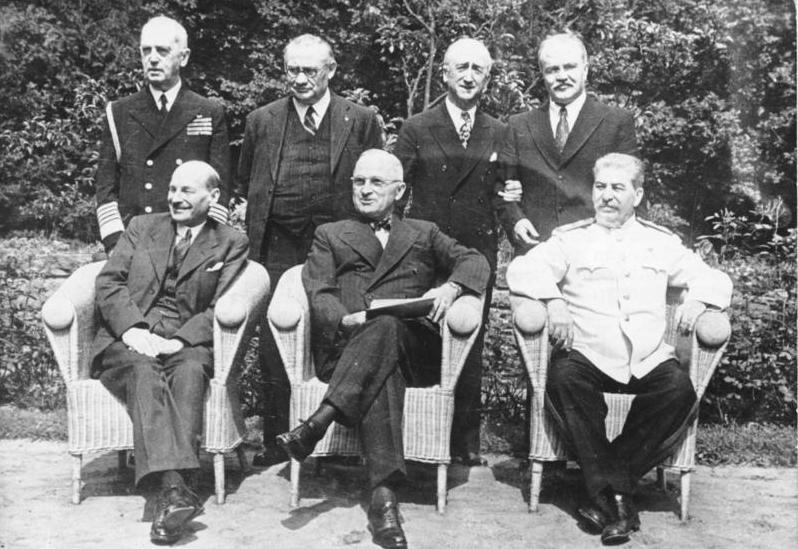
Die Großen Drei: (von links nach rechts) der britische Premierminister Clement Attlee, der US-Präsident Harry S. Truman, der sowjetische Diktator und Generalissimus Josef Stalin; stehend dahinter: der US-Admiral William Daniel Leahy, der britische Außenminister Ernest Bevin, der US-Außenminister James F. Byrnes und der sowjetische Außenminister Wjatscheslaw Molotow

Die Potsdamer Konferenz, offiziell als Dreimächtekonferenz von Berlin bezeichnet, war die letzte der Konferenzen der Alliierten während des Zweiten Weltkriegs. Sie fand vom 17. Juli bis zum 2. August 1945 im Schloss Cecilienhof in Potsdam statt und versammelte die Regierungschefs der drei Hauptalliierten des Zweiten Weltkriegs, die nach dem Ende der Kampfhandlungen in Europa das weitere Vorgehen berieten.
Die Ergebnisse wurden im Protokoll der Verhandlungen der Berliner Konferenz, dem sogenannten Potsdamer Abkommen festgehalten. Soweit es Gesamtdeutschland betraf, wurde von den Alliierten eine verkürzte Inhaltsangabe unter der Bezeichnung Mitteilungen über die Konferenz der drei Mächte herausgegeben. Hinsichtlich Japans gaben die Regierungschefs der Vereinigten Staaten von Amerika, Nationalchinas und des Vereinigten Königreichs die Potsdamer Erklärung heraus. Die Verhandlungsergebnisse waren zumeist ein Kompromiss zwischen den Beteiligten, der die tiefen Gegensätze zwischen ihnen nur mühsam überdeckte. Wichtige Ziele des Abkommens, darunter die Einheit Deutschlands, wurden aufgrund der inneren Widersprüche der Siegermächte nicht erreicht.

## Ort und Termin

Cecilienhof – Tagungsort der Potsdamer Konferenz in der Nauener Vorstadt von Potsdam, Aufnahme von 2007

Der britische Premierminister Winston Churchill hatte eine Konferenz der Großen Drei nach dem Ende der Kampfhandlungen in Europa vorgeschlagen. Da Josef Stalin erfahrungsgemäß keine Konferenzorte außerhalb des sowjetischen Machtbereichs akzeptierte, wählte man Berlin als Konferenzort, so dass die Delegationen im jeweiligen eigenen Sektor untergebracht werden konnten. Potsdam bot aus logistischen Gründen und weil es weniger stark zerstört war als die Berliner Innenstadt mit dem Cecilienhof eine naheliegende Alternative. Als zweite Residenz der preußischen Könige und des deutschen Kaisers hatte es Symbolkraft, zumal es als Wiege des deutschen Militarismus galt und auch an den Tag von Potsdam erinnerte. Der Codename für die Konferenz lautete Terminal.
Churchill hätte gerne einen frühen Termin für das Treffen gehabt, da er befürchtete, die Zeit würde gegen die Westmächte arbeiten. US-Präsident Harry S. Truman aber wollte zuerst die Haushaltsberatungen im Kongress hinter sich bringen, die am 30. Juni 1945 endeten. Auch Stalin war erst später abkömmlich, da die sowjetische Siegesfeier auf den 24. Juni 1945 terminiert war.

## Bezeichnung
Für die Potsdamer Konferenz gibt es unterschiedliche Bezeichnungen. Der Titel des Treffens lautet in der Kopfzeile vom Originaldokument des 1945 verabschiedeten Abkommens „Berlin Conference of the Three Heads of Government of the U.S.S.R., U.S.A., and U.K.“. In der Übersetzung der „Mitteilung über die Dreimächtekonferenz von Berlin“ wird die Konferenz Dreimächtekonferenz von Berlin genannt.
Im englischen Sprachgebrauch gibt es neben der Bezeichnung The Berlin Conference auch The Berlin (Potsdam) Conference.

## Vorgeschichte
Beginnend mit der Konferenz von Teheran 1943 hatten sich die Hauptalliierten der Anti-Hitler-Koalition des Zweiten Weltkriegs bereits mehrfach auf unterschiedlichen Ebenen getroffen, um eine Einigung über das Vorgehen für die Zeit nach dem Sieg über das nationalsozialistische Deutsche Reich zu erzielen. Zuvor hatten US-Präsident Franklin D. Roosevelt und Churchill in der Konferenz von Casablanca ebenfalls 1943 die Forderung nach einer bedingungslosen Kapitulation erhoben. In der Konferenz von Jalta vom Februar 1945 wurde eine Einteilung in Besatzungszonen sowie eine koordinierte Verwaltung und Kontrolle durch eine Zentrale Kontrollkommission beschlossen. Außerdem wurde eine „Deklaration über das befreite Europa“ beschlossen, die allen Völkern das Recht zusprach, die Regierungsform, unter der sie leben wollten, selbst zu wählen. Dadurch räumte Stalin den Westmächten indirekt eine Mitverantwortung in den von sowjetischen Truppen besetzten Staaten Ostmittel- und Südosteuropas ein.
Nach der bedingungslosen Kapitulation der deutschen Streitkräfte am 8. Mai 1945 und der Verhaftung der Geschäftsführenden Reichsregierung am 23. Mai hatten die Siegermächte am 5. Juni mit der Berliner Deklaration und der Feststellung der Besatzungszonen sowie der Einsetzung eines alliierten Kontrollrates offiziell die Regierungsgewalt in Deutschland übernommen. Eine Konferenz im Juni, wie von Churchill vorgeschlagen, wurde von Stalin verzögert. Dies geschah im Rahmen sowjetischer Bestrebungen, die Westmächte in Bezug auf die deutsche Ostgrenze vor vollendete Tatsachen zu stellen.
Die Einigkeit der Drei Mächte hatte bereits kurz nach der Konferenz von Jalta die ersten Risse bekommen, was unter anderem an der rüden Art der Sowjets lag, ihre Machtinteressen in Ostmitteleuropa durchzusetzen: Anders als zugesagt, wurde die kommunistische Provisorische Polnische Regierung nicht durch Mitglieder der westlich orientierten Polnischen Exilregierung ergänzt, bei den Beratungen in Moskau zeigten sich die westlichen Botschafter Archibald Clark Kerr und W. Averell Harriman durch die Obstruktionstaktik des sowjetischen Außenministers Wjatscheslaw Molotow enerviert. Ganz offenkundig arbeitete die Sowjetunion daran, in den von der Roten Armee besetzten Gebieten ihr hörige Regierungen einzusetzen und den Kontakt der lokalen nichtkommunistischen Kräfte zu den Westmächten zu unterbinden. In einem Telegramm an den neuen amerikanischen Präsidenten Truman schrieb Churchill am 12. Mai 1945 von der Gefahr eines Dritten Weltkriegs und eines Eisernen Vorhangs, der sich durch Europa zöge. Der abrupte Stopp der Lieferungen nach dem Leih- und Pachtgesetz, den Truman am 12. Mai 1945 verhängte, diente auch dazu, die Sowjetunion unter Druck zu setzen. Tatsächlich gestand Stalin nach einer Mission des amerikanischen Diplomaten Harry Hopkins, der vom 26. Mai bis zum 6. Juni in Moskau verhandelt hatte, zu, den konservativen Exilpolitiker Stanisław Mikołajczyk und weitere Nichtkommunisten in die polnische Regierung aufzunehmen. Das änderte zwar wenig an den Machtverhältnissen im sowjetisch besetzten Polen – in Potsdam berichtete Mikołajczyk später resigniert über seinen geringen Einfluss – doch nun bewegten sich Briten und Amerikaner auf die Anerkennung der polnischen Regierung zu und konzedierten nun auch, dass sie Zugriff auf das polnische Auslandsvermögen erhielt. Dass die Sowjetunion im Juni ihr Besatzungsgebiet östlich von Oder und Lausitzer Neiße unter polnische Verwaltung stellte, ohne dass es hierzu eine Vereinbarung mit den beiden Westmächten gab, brüskierte diese zusätzlich.
Eine weitere Konfliktlinie zwischen den Westmächten und der Sowjetunion betraf die Reparationen. Hier traten Briten und Amerikaner nach den schlechten Erfahrungen, die man mit den deutschen Reparationen nach dem Ersten Weltkrieg gemacht hatte, dafür ein, Deutschland nur mäßige Wiedergutmachungen aufzuerlegen, um es als Partner im Welthandel zu behalten. Die Sowjetunion dagegen beharrte auf den 20 Milliarden Dollar, die Roosevelt in Jalta als Verhandlungsgrundlage genannt hatte; davon stehe der Sowjetunion die Hälfte zu. Nach zähen Verhandlungen einigte sich die Reparationskommission, welche in Moskau tagte, immerhin auf einen Verteilungsschlüssel, bis sie Mitte Juli 1945 ihre Beratungen wegen unüberbrückbarer Differenzen abbrach: Gesamthöhe, Zahlungsdauer und die Art der Leistungen, die man Deutschland abverlangen wollte, blieben somit den Staatschefs der drei Mächte vorbehalten. Die Amerikaner bemühten sich zwar, einen offenen Bruch der Anti-Hitler-Koalition zu vermeiden. Doch auf der Konferenz selbst zeigte keine Seite große Bereitschaft mehr zu tun, als die offenkundigen Meinungsverschiedenheiten zu überspielen.

## Teilnehmer

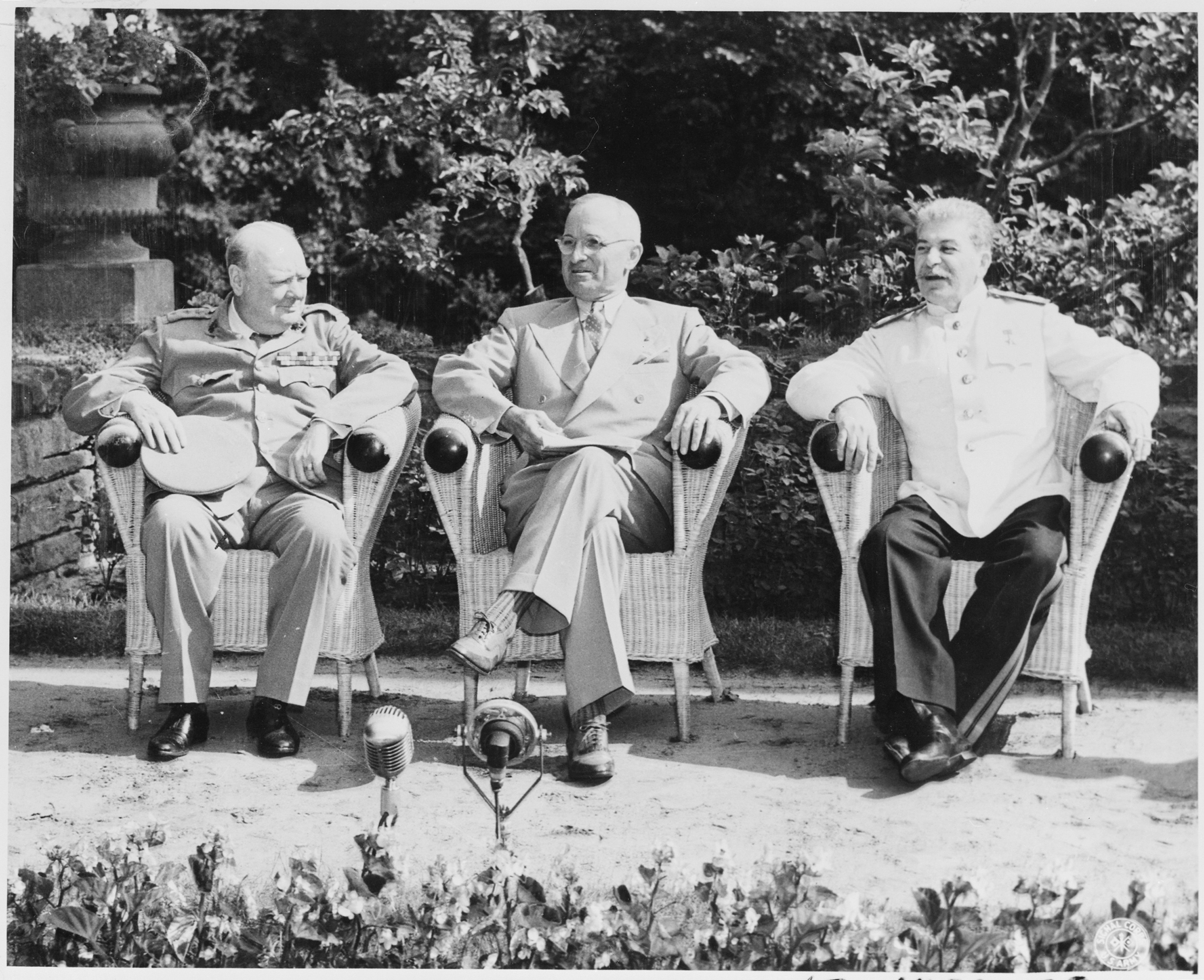
Winston Churchill, Harry S. Truman und Josef Stalin, 25. Juli 1945

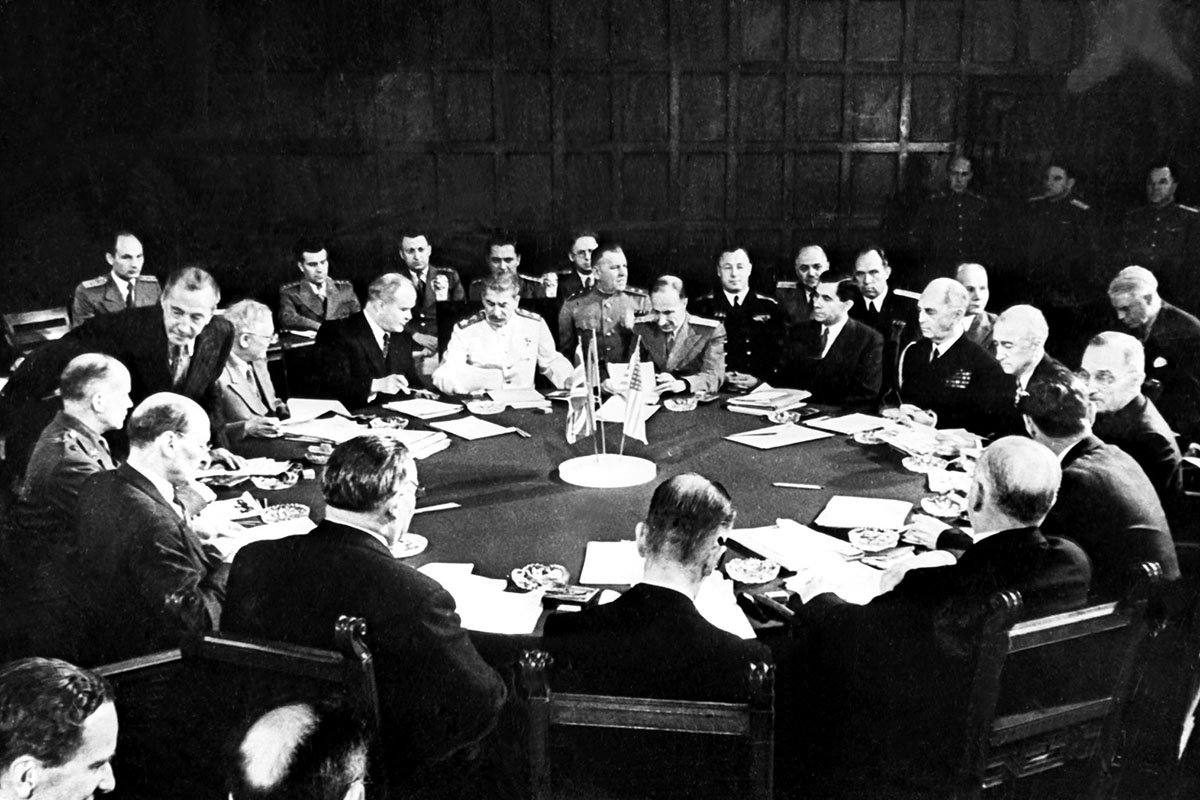
Am Konferenztisch sitzen u. a. Clement Attlee, Ernest Bevin, Wjatscheslaw Molotow, Josef Stalin, William Daniel Leahy, James F. Byrnes und Harry S. Truman.

Auf der Konferenz sollten die Grenzziehungen in Europa und die Reparationsleistungen, die Verwaltung des besetzten Deutschlands sowie der noch andauernde Pazifikkrieg besprochen werden.
Die Teilnehmer waren:
- die USA, vertreten durch Präsident Harry S. Truman und seinen Außenminister James F. Byrnes;
- die Sowjetunion, vertreten durch den Vorsitzenden des Rates der Volkskommissare und Generalissimus Josef Stalin (unter anderem „Generalsekretär der WKP (B)“ und Oberbefehlshaber der Roten Armee) und seinen Außenminister Molotow;
- Großbritannien, vertreten zunächst durch Premierminister Winston Churchill und seinen Außenminister Anthony Eden, nach Bekanntgabe der Wahlniederlage der Konservativen Partei in den britischen Unterhauswahlen vom 5. Juli dann ab 28. Juli durch Churchills Nachfolger Clement Attlee und dessen Außenminister Ernest Bevin.

Die geänderte personelle Zusammensetzung der Großen Drei wird als eine Ursache für die Zunahme der Gegensätze gesehen, die die Konferenz beinahe scheitern ließen. In Teheran und Jalta hatte Stalin Roosevelt und Churchill als Partner akzeptiert. Truman und Byrnes, Attlee und Bevin dagegen waren in seinen Augen unerfahren und unterlegen, das Produkt eines fehlerhaften und schwachen demokratischen Systems.
Frankreich war an der Potsdamer Konferenz nicht beteiligt, weil weder die USA noch die Sowjetunion Anlass sahen, Vertreter der Provisorischen Regierung der Französischen Republik einzuladen: In Moskau hielt man Frankreich für einen unbedeutenden Satellitenstaat der Westmächte, dessen Teilnahme auch die eines sowjetischen Verbündeten zur Folge hätte, etwa Polens. Das wollten aber die Briten nicht. Auch die Amerikaner hatten Vorbehalte gegen eine französische Teilnahme. Später stimmte die französische Regierung den in der ‚Mitteilung‘ niedergelegten Grundsätzen und Gedanken nur unter bestimmten, in sechs Noten vom 7. August 1945 formulierten Vorbehalten zu. Im Allgemeinen fühlten sich die Franzosen an die Entscheidungen der Potsdamer Konferenz nicht gebunden und verhinderten durch ihr Veto im Kontrollrat die Durchsetzung mehrerer Teile des Potsdamer Abkommens, welche die Einheit Deutschlands betrafen.
Churchill und Truman trafen sich bereits am Montag, den 16. Juli, in dessen Quartier in Babelsberg. Stalin besuchte Truman am 17. Juli 1945 um 12:00 Uhr und teilte ihm zu dessen großer Zufriedenheit mit, dass die Sowjetunion am 15. August in den Krieg gegen Japan eintreten wollte. Die erste Sitzung der Großen Drei begann um 17:00 Uhr in Schloss Cecilienhof. Die letzte Sitzung fand am Mittwoch, den 1. August 1945, statt; sie endete am 2. August um 00:30 Uhr.
Zu den Delegationen gehörten außerdem der jeweilige Generalstab sowie weitere Berater, die ihre zeitweiligen Unterkünfte unweit des Tagungsortes in einigen Neubabelsberger Villen am Griebnitzsee nahmen. Die US-amerikanische Delegation wurde im Haus Erlenkamp (Truman-Villa) untergebracht.

## Verlauf

### Erste Phase
Vom 17. bis 25. Juli fanden neun Sitzungen statt. Darauf wurde die Konferenz für zwei Tage unterbrochen, an denen in Großbritannien die Ergebnisse der Unterhauswahl vom 5. Juli 1945 verkündet wurden. Da zahlreiche Wähler als Soldaten im Ausland stationiert waren, hatte sich die Auszählung der Stimmen hingezogen.

#### Beginn
Als die „Großen Drei“ sich am 17. Juli 1945 um 17 Uhr am Tisch niederließen, machte Stalin seinen ersten geschickten taktischen Zug: Er schlug Truman als Vorsitzenden der Konferenz vor und brachte ihn damit in die Position eines Vermittlers zwischen der Sowjetunion und Großbritannien. Dieser trug daraufhin die wichtigsten amerikanischen Punkte vor:
- Die Einrichtung eines „Rates der Außenminister“, die den Weg zu einer allgemeinen Friedenskonferenz ebnen sollten.
- Klare Richtlinien für den Alliierten Kontrollrat.
- Ein amerikanisches Memorandum, das der Sowjetunion vorwarf, die auf der Konferenz von Jalta in Bezug auf die Behandlung der osteuropäischen Staaten gemachten Zusagen nicht einzuhalten
- Die politische Unabhängigkeit Italiens und seines wirtschaftlichen Wiederaufbaus.
- Entnazifizierung, Demokratisierung, Entmilitarisierung; die Umgestaltung des gesamten gesellschaftlichen Lebens in Deutschland.
- Gewährung der Grundrechte.
- Gleichbehandlung der Bevölkerung Deutschlands in den verschiedenen Bereichen, soweit durchführbar.

Churchill beantragte, die polnische Frage auf die Tagesordnung zu setzen. Stalin fügte weitere Diskussionspunkte hinzu:
- Die Aufteilung der Bestände der deutschen Kriegs- und Handelsmarine,
- die deutschen Reparationsleistungen,
- das Schicksal der deutschen Industrieregionen und eine sowjetische Beteiligung an deren Verwaltung,
- die Wiederaufnahme diplomatischer Beziehungen mit Deutschlands ehemaligen Satellitenstaaten, einschließlich des franquistischen Spaniens.

Außerdem wollte er Tanger, Syrien und den Libanon auf die Tagesordnung setzen. Mit dem Versuch, auch Spanien auf die Tagesordnung zu setzen, konnte sich Stalin allerdings nicht durchsetzen.

#### Neuordnung Deutschlands
Die Errichtung des Rates der Außenminister wurde ohne Probleme vereinbart: Er sollte Friedensverträge mit den ehemaligen Satellitenstaaten des Deutschen Reichs und anschließend auch mit Deutschland selbst vorbereiten. Dies setzte die Wiedererrichtung der deutschen Staatlichkeit, nach Auffassung der Westmächte auch freie Wahlen unter ihrer Aufsicht voraus. Anfangs war umstritten, ob auch China und Frankreich in diesem Rat vertreten sein sollten. Man einigte sich schließlich darauf, dass immer nur die Staaten teilnehmen sollten, deren Vertreter die Kapitulation des jeweiligen Staates unterzeichnet hatten. Damit war gesichert, dass Frankreich an den Friedensverträgen für Frankreich und Italien mitwirken durfte. Die Grundprinzipien, von denen sich die Siegermächte bei der Potsdamer Konferenz leiten ließen, waren die „4 großen D“ – zuweilen wird auch von „5 D“ gesprochen (sogenannte politische Grundsätze). Diese Prinzipien waren ganz allgemein gehalten und konnten nach Belieben ausgelegt werden. Dass Demokratisierung für Stalin etwas ganz anderes bedeutete als für Churchill und Truman, musste nach den gemeinsamen Erfahrungen mit Polen eigentlich feststehen. Dass sie sich dennoch darauf einließen, sieht der Historiker Henning Köhler als Zeichen einer „vom Prinzip Hoffnung geleiteten Konzessionsbereitschaft“.
Das Kernanliegen der konkretisierten Grundsätze war die Aufteilung Deutschlands in Besatzungszonen. Jede der vier Mächte (USA, UdSSR, Großbritannien und Frankreich) sollte jeweils politische Handlungsfreiheit in ihrer Zone erhalten. In Verbindung mit dem Prinzip der Einstimmigkeit der Entscheidungen im Alliierten Kontrollrat bedeutete diese Formulierung, dass die einzelnen Besatzungsmächte in ihren jeweiligen Zonen in der Lage waren, eine völlig eigenständige Politik zu betreiben, ohne dass der Kontrollrat sie daran hindern konnte.
Nicht einigen konnten sich die drei Regierungschefs dagegen darüber, was unter Deutschland eigentlich zu verstehen sei. Churchill schlug vor, von „Vorkriegsdeutschland“ zu sprechen, wohingegen Stalin meinte, Deutschland sei das, was es nach dem Krieg wurde: Für ihn gehörte Ostdeutschland, das die Sowjetunion unter polnische Verwaltung gestellt bzw. de facto annektiert hatte, also nicht mehr dazu. Truman schließlich bestand auf der Formulierung „Deutschland in den Grenzen von 1937“, der Stalin schließlich zustimmte, aber die Bemerkung anfügte, sollte in Königsberg eine deutsche Verwaltung auftauchen, werde man sie fortjagen.

#### Iran
Am 21. Juli 1945 wurde die Frage des Truppenrückzugs aus dem Iran diskutiert. Im Zuge der anglo-sowjetischen Invasion des Iran waren im August 1941 britische und sowjetische Truppen in den neutralen Iran einmarschiert, um einen Versorgungskorridor, den sogenannten Persischen Korridor, zur Versorgung der Sowjetunion mit kriegswichtigem Material zu sichern. Zwischen den Alliierten und der iranischen Regierung war im November 1943 anlässlich der Teheran-Konferenz vereinbart worden, dass alle fremden Truppen den Iran sechs Monate nach Ende der Kampfhandlungen verlassen sollten. Eden schlug vor, dass die britischen und sowjetischen Truppen zunächst aus Teheran und später aus ganz Iran abziehen sollten. Stalin stimmte dem Truppenabzug aus der Hauptstadt Teheran zu, bestand aber darauf, dass die Truppen sechs Monate bis zum Kriegsende mit Japan im Iran stationiert blieben.
Churchill hatte gegen den Vorschlag Stalins nichts einzuwenden, da er mit den britischen Truppen die Ölfelder im Süden des Iran kontrollieren wollte. Die Frage des Truppenabzugs aus dem Iran wurde bei der Londoner Außenministerkonferenz im September 1945 geklärt.

#### Polen

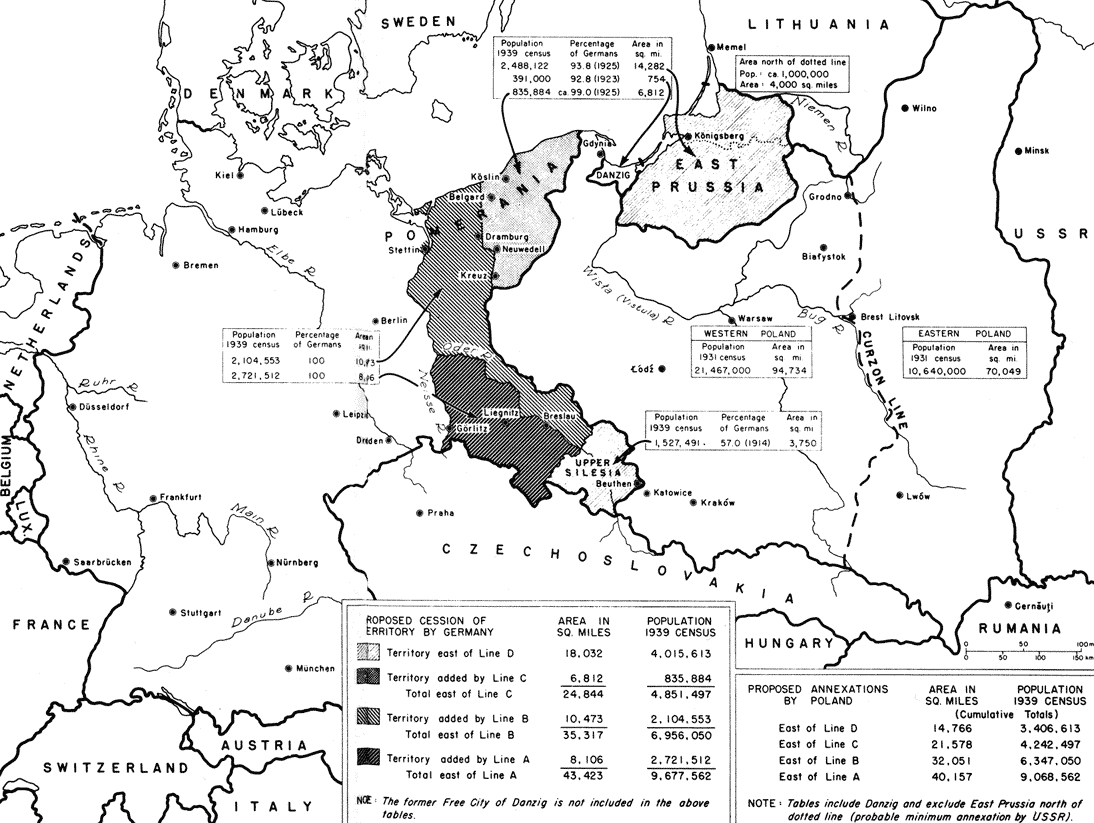
U.S. Department of State, 10. Januar 1945: Germany – Poland Proposed Territorial Changes – Secret („Vorschlag zur Gebietsveränderung – Geheim“), Karte mit vom amerikanischen Außenministerium unterbreiteten Vorschlägen über den künftigen Verlauf der Grenzlinie.

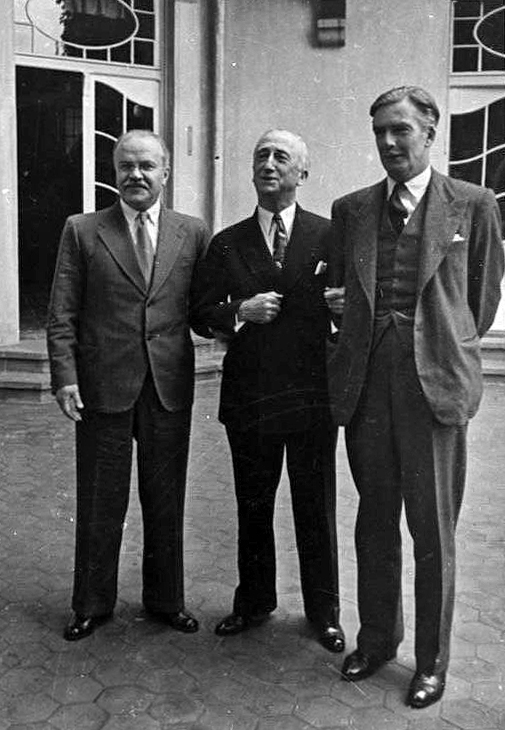
Die Außenminister der drei Großmächte: Wjatscheslaw Molotow, James F. Byrnes und Anthony Eden in einer Tagungspause, Juli 1945

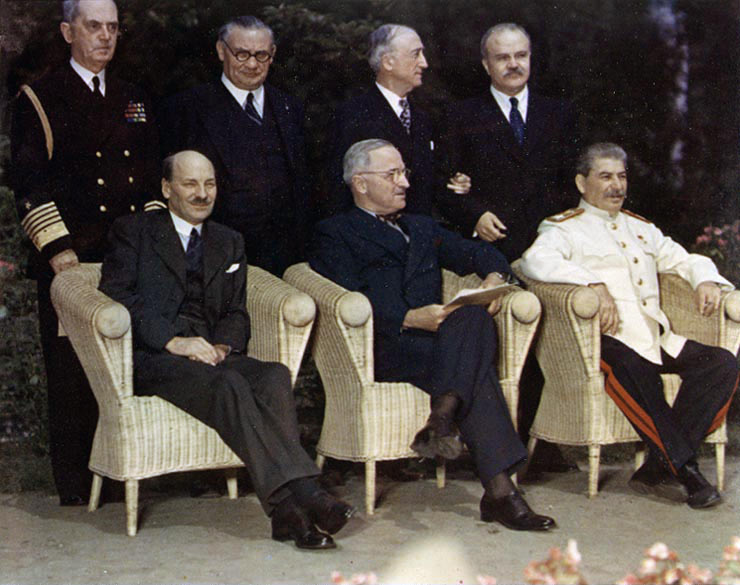
Attlee, Truman und Stalin; dahinter Bevin, Byrnes und Molotow

Churchill und Truman lehnten die von Stalin und Polen geforderte Übertragung der Gebiete östlich der Oder und Lausitzer Neiße ab. Als die Beratung in Potsdam begann, befanden sich neben den Millionen von Ostflüchtlingen auch schon 200.000–300.000 auf dem Westufer von Oder und Lausitzer Neiße, die aus den neuen polnischen Woiwodschaften vertrieben worden waren. Bei der fünften Sitzung am 21. Juli 1945 wies Truman auf den deutschen Charakter der Gebiete östlich von Oder und Neiße und auf die neun Millionen Deutschen hin, die dort ihre Heimat hatten. Churchill erklärte ebenfalls klar und deutlich, dass es für Polen nicht gut sei, „so viel deutsches Gebiet zu übernehmen“. Wie in Jalta betonte Churchill in der sechsten Sitzung am 22. Juli die moralischen Bedenken Großbritanniens gegen umfangreiche Bevölkerungsumsiedlungen. Man könne sich lediglich eine Ausweisung von ebenso vielen Deutschen vorstellen, wie Polen östlich der Curzon-Linie übersiedelten, das heißt zwei bis drei Millionen; doch eine Ausweisung von acht oder neun Millionen Deutschen, wie sie die polnischen Forderungen mit sich brächten, seien zu viel und völlig falsch. Stalin behauptete wahrheitswidrig, dass die deutsche Bevölkerung aus den Ostgebieten des Deutschen Reiches bereits „fortgegangen“ wäre. Um diese Behauptung glaubwürdig erscheinen zu lassen, hatte er jedoch im Juni in einem Streifen von 100 bis 200 km östlich von Oder und Neiße alle Deutschen vertreiben lassen. Churchill schätzte die Zahl der in den Ostgebieten verbliebenen Deutschen auf 2–2,5 Millionen, die Zahl der Sudetendeutschen auf 2,5 Millionen. Bei seinem Widerstand gegen die Oder-Neiße-Linie wurde er aber nicht von humanitären Argumenten, sondern von wirtschafts- und machtpolitischem Kalkül geleitet. Stalin beharrte intransigent darauf, dass in Jalta die Westverschiebung Polens beschlossen worden war, Truman insistierte genauso unnachgiebig, dass man von den Grenzen des Jahres 1937 ausgehe, die erst durch einen Friedensvertrag geändert werden könnten. Ein Kompromiss schien nicht erreichbar, die Beratungen drehten sich im Kreis.
Am 24. Juli erschien die polnische Delegation mit dem Vorsitzenden des Landesnationalrates, dem Stalinisten Bolesław Bierut, dem ebenfalls in Moskau geschulten Ministerpräsidenten Edward Osóbka-Morawski, Außenminister Wincenty Rzymowski und Landwirtschaftsminister Mikołajczyk, der bis 1944 Ministerpräsident der aufgelösten polnischen Exilregierung in London gewesen war, bei einem Treffen der Außenminister. Polen war kein Machtfaktor, der seine Interessen hätte eigenständig durchsetzen können: Aus Höflichkeit hörte man die Delegation an. In ihren Stellungnahmen minimierten die Polen die Zahl der Deutschen in den umstrittenen Gebieten auf höchstens anderthalb Millionen. Die polnische Delegation vertrat ihren Anspruch auf Ostdeutschland bis zur Oder und westlichen Neiße trotz Gegenargumenten; von den verbliebenen Deutschen erwartete man, dass sie „freiwillig“ gehen würden. Tatsächlich lebten zur Zeit der Potsdamer Konferenz noch rund fünf Millionen Deutsche östlich von Oder und Neiße, während weitere Hunderttausende, die vor den Kampfhandlungen nach Westen geflüchtet waren, von polnischen Grenztruppen und sowjetischen Einheiten an der Rückkehr in ihre Heimatorte gehindert wurden.
Churchill und Truman widersprachen am nächsten Tag in der Vollversammlung den polnischen und sowjetischen Forderungen: Um Raum für zwei bis drei Millionen Polen zu schaffen, die im Zuge der Westverschiebung Polens aus Ostpolen vertrieben wurden, brauche Polen nicht ein Gebiet, in dem vorher acht bis neun Millionen Deutsche gelebt hatten. Sie fürchteten, ein territorial so stark beschnittenes Deutschland würde die Vertriebenen nicht aufnehmen können, von denen sie gegen Stalins Behauptung weiterhin annahmen, sie würden noch zu einem großen Teil östlich der Oder-Neiße-Linie leben. Außerdem wollten sie verhindern, dass die Sowjetunion ihr Machtgebiet so weit nach Westen ausdehnte.
Die Grenz- und die Reparationsfrage hingen eng miteinander zusammen. Die Sowjetunion bestand sowohl auf einer Westverschiebung Polens nicht nur bis zur Glatzer, sondern bis zur Lausitzer Neiße als auch auf umfangreichen Reparationen auch aus den westlichen Besatzungszonen, da auf ihrem Gebiet die Kriegführung der Wehrmacht die verheerendsten Zerstörungen angerichtet hatte: Diese müssten durch deutsche Arbeit wieder aufgebaut werden. Amerikaner und Briten wiesen demgegenüber darauf hin, dass die vorgeschlagene Grenzziehung mehr deutsche Flüchtlinge und weniger deutsches Agrargebiet zur Folge haben würde. Besonders die Briten fürchteten eine Hungerkatastrophe in ihrer Zone, wo das Ruhrgebiet lag, das industrielle Zentrum Deutschlands. Daher verlangten sie Nahrungsmittellieferungen aus der sowjetischen Besatzungszone für die Industriearbeiter Westdeutschlands. Die Amerikaner lehnten deutsche Zwangsarbeit als Reparationsleistung ab und verwiesen auf den Widerspruch, aus einer zerstörten Volkswirtschaft und einer hungernden Bevölkerung Reparationen extrahieren zu wollen. Die Briten stellten sich daher auf den Standpunkt, unter dem Reparationsgebiet müsse Deutschland in den Grenzen von 1937 verstanden werden, was für die westlichen Ansprüche sehr günstig gewesen wäre. Die sowjetischen Vertreter lehnten das britische Ansinnen daher als unannehmbar ab.
Da Churchills Conservative Party die Unterhauswahl verloren hatte, musste die Konferenz hier unterbrochen werden, bis sein Nachfolger Clement Attlee von der Labour Party ein neues Kabinett des Vereinigten Königreichs gebildet hatte.

#### Indochina
Nachdem Japan die dem Vichy-Regime unterstellten französischen Kolonialtruppen in Indochina am 9. März 1945 entmachtet hatte, drängten die europäischen Alliierten Präsident Roosevelt, Frankreich im Kampf gegen Japan zu unterstützen. Roosevelt starb im April 1945. Sein Nachfolger Truman ließ das Ziel einer Dekolonisierung Indochinas fallen und erkannte im Mai 1945 Frankreichs Souveränität über Indochina an. Im Juli 1945 vereinbarte er auf der Potsdamer Konferenz mit den übrigen Alliierten die Entwaffnung der Japaner durch die Briten. Die Entwaffnung der japanischen Truppen nördlich des 16. Breitengrades sollte durch die Nationalchinesen erfolgen. Während sie bis 1946 im Norden die französischen Rückeroberungspläne behinderten, verkündete Ho Chi Minh die staatliche Unabhängigkeit Vietnams und rief die Demokratische Republik Vietnam aus.

#### Atombombe
Truman informierte Stalin am 24. Juli 1945 über die Atombombe, kurz nachdem sie erfolgreich getestet worden war. Stalin war über sein Spionagenetzwerk aber schon längst über die Möglichkeit einer solchen Waffe informiert gewesen und zeigte sich unbeeindruckt. Truman wunderte sich über die Gelassenheit, mit der Stalin die Information zur Kenntnis nahm. Stalin äußerte nur seine Hoffnung, die Amerikaner würden von ihr guten Gebrauch machen. Er interpretierte diese Information als Versuch der USA, Druck auszuüben und eine dominierende Verhandlungsposition zu erreichen. Igor Wassiljewitsch Kurtschatow ließ er anweisen, das sowjetische Entwicklungsprogramm für eine sowjetische Atombombe zu beschleunigen.

#### Ostmittel- und Südosteuropa
Die Westmächte weigerten sich, die Regierungen von Bulgarien, Rumänien und Ungarn diplomatisch anzuerkennen, weil ihnen die Legitimation durch demokratische Wahlen fehlte. Stalin erwiderte verärgert, die fehle auch in Italien. Streit gab es auch über die Zugehörigkeit Griechenlands zur westlichen und Jugoslawiens zur sowjetischen Interessensphäre, auch wenn beides unausgesprochen als selbstverständlich galt. Stalin erlangte jedoch die Konzession von den Vereinigten Staaten und Großbritannien, die auf allen Rechten an deutschen Vermögenswerten in Bulgarien, Finnland, Ungarn, Rumänien und im östlichen Österreich verzichteten. Die Regierung der Tschechoslowakei dagegen war demokratisch legitimiert und die nichtkommunistischen Kräfte konnten sich gegen die zunehmenden Versuche sowjetischer Einflussnahme noch behaupten. Die Westmächte machten deutlich, dass sie weitere sowjetische Pressionen oder einen Status des Landes als sowjetischer Satellit als einen weiteren Bruch der Deklaration über das befreite Europa ansehen würden. Die Vertreibung der Sudetendeutschen war für alle drei Regierungschefs beschlossene Sache – angesichts der Erfahrungen, die ihre Soldaten bei der Befreiung der KZs Bergen-Belsen und Dachau gemacht hatten, sahen auch die Westmächte wenig Anlass zu Mitleid mit den Deutschen. Das Problem, welches Churchill in der Sitzung am 25. Juli anschnitt, war vielmehr, welcher Besatzungszone die nach seiner Schätzung 2,5 Millionen Umzusiedelnden zur Last fallen würden.

### Die Schlussphase der Konferenz
Am 28. Juli kam Attlee in der Eigenschaft als britischer Premierminister in Begleitung des neuen Außenministers, Ernest Bevin, zu der Konferenz. Damit begann ein neuer Abschnitt der Konferenz. Es wurden noch vier Sitzungen abgehalten. Während der Konferenz fanden regelmäßige Begegnungen der Häupter der drei Regierungen, von den Außenministern begleitet, und regelmäßige Beratungen der Außenminister statt.
Die Zwischenbilanz sah zunächst ungünstig aus: Am 28. Juli umfasste der Katalog der Fragen, über die keine Einigkeit erzielt worden war, 14 Punkte. Zudem zeigte sich Stalin enttäuscht darüber, von den Westmächten nicht über deren Strategie im Krieg gegen Japan auf dem Laufenden gehalten zu werden: Tatsächlich hatte Truman das Interesse daran, die Sowjetunion zum Kriegseintritt gegen Japan zu bewegen, verloren: Jetzt fürchtete er vielmehr ihre Beutegier. Die Konferenz drohte, wie Hermann Graml formuliert, „in einem Morast der Erfolglosigkeit zu versacken.“ Dass sie nicht scheiterte, lag an den Aktivitäten und Initiativen der Amerikaner in der Reparationsfrage, die am 1. August 1945 in Potsdam zu einem vorläufigen Abschluss kam.
Bereits am 23. Juli hatte der US-Außenminister eine Idee vorgebracht, die das einzige Feld betraf, auf dem noch ein Kompromiss möglich schien: die Deutschlandpolitik. Byrnes schlug vor, Deutschland reparationspolitisch zu teilen: Jede Besatzungsmacht sollte die Reparationen, von denen sie glaubte, sie stünden ihr zu, der eigenen Zone entnehmen. Die Gesamtsumme wurde nicht festgelegt. Dies verband er mit der Grenzfrage: Die Westmächte würden einwilligen, dass das Gebiet östlich von Oder und Lausitzer Neiße unter polnische Verwaltung gestellt wurde, doch sollte dies vorbehaltlich der Regelung in einem Friedensvertrag gelten. Am 29. Juli kam Molotow im Gespräch mit Truman auf diese Idee zurück, und bis zum folgenden Tag wurde der „kleine Kuhhandel“ (wie Byrnes intern seinen Vorschlag nannte) in bilateralen Gesprächen perfekt gemacht. Stalin war erkrankt, Attlee wurde später informiert. Man einigte sich darauf, dass die Sowjets auch aus den westlichen Zonen Reparationen erhalten sollten, sofern sie nicht der Friedenswirtschaft dienten. Für die Hälfte dieser Lieferungen sollte die Sowjetunion mit Lieferungen von Nahrungsmitteln, Holz, Kohle oder Kali aus ihrer eigenen Zone und dem Gebiet unter polnischer Verwaltung bezahlen, die andere Hälfte sollte sie ohne Gegenleistung erhalten. Die Frage der Westgrenze Polens war für die sowjetischen Verhandler wichtiger als die der Reparationen, sie stellten geopolitische Interessen über ökonomische.
Mit diesem Kompromiss stimmten die Westmächte auch der Vertreibung der Deutschen zu, die sie zuvor aus praktischen und moralischen Gründen abgelehnt hatten, akzeptierten sie sie nun sofort. Ein Unterausschuss erarbeitete den Artikel XII des Protokolls über die ordnungsgemäße Überführung deutscher Bevölkerungsteile aus Polen, der Tschechoslowakei und Ungarn. Wie der britische Vertreter der Kommission später berichtete, hätten die Westmächte sich nicht in der Lage gesehen, den Massentransfer zu verhindern, es sei ihnen deswegen darum gegangen, die Austreibung wenigstens so menschlich und geordnet wie möglich durchzuführen.
Am 30. Juli schlug Molotow die Einrichtung einer zentralen deutschen Verwaltung vor, die dem Kontrollrat unterstehen und die Tätigkeit der Provinzialverwaltungen unterstützen sollte. Dies werde bei „der Lösung von Problemen gesamtdeutschen Charakters“ helfen. Bevin widersprach, weil er an einer weitgehenden Dezentralisierung Deutschlands interessiert war. Deshalb war im Abschlussprotokoll nurmehr von einzelnen zentralen Verwaltungsbehörden die Rede, die unter der Leitung des Kontrollrats für Finanzwesen, Transport und Verkehr, Außenhandels sowie Industrie zuständig sein sollte – für den Historiker Wilfried Loth hätte dies „eine Grundlage für einen tatsächlich gemeinsamen Aufbau einer demokratischen Ordnung im besetzten Deutschland“ bilden können.

## Ergebnisse

### Das Potsdamer Abkommen
Die Konferenz endete am 2. August 1945 um 0:30 Uhr mit der Unterzeichnung des Protokolls der Verhandlungen der Berliner Konferenz durch Truman, Stalin und Attlee, das als „Potsdamer Abkommen“ in den allgemeinen Sprachschatz fand. Die Alliierten gaben im Anschluss eine verkürzte Inhaltsangabe unter der Bezeichnung Mitteilungen über die Konferenz der drei Mächte heraus, die man für 30 Pfennige kaufen konnte.
Zu den wichtigsten Beschlüssen zählen die Legitimierung der Vertreibung der deutschen Bevölkerungsteile Polens, der Tschechoslowakei und Ungarns, die „geordnet und human“ erfolgen sollte, sowie Polens Verwaltungshoheit über die deutschen Gebiete östlich von Oder und Neiße. Auch wurde festgehalten, dass die Siegermächte die Demontage von industriellen Anlagen als die Hauptform der Reparationen behandelten.
Insgesamt konnten sich die Großen Drei in Potsdam, wie der Politikwissenschaftler Eckhard Jesse schreibt, nur auf „Formelkompromisse“ einigen, „die die grundsätzlichen Meinungsverschiedenheiten und Interessengegensätze zwischen den Alliierten überdeckten“. Rolf Steininger und Hermann Graml urteilen, dass diese Kompromisse auf Kosten der Deutschen gingen: Die Teilung des Reparationsgebiets bedeutete faktisch eine wirtschaftliche Teilung Deutschlands, obwohl der Text des Abschlussprotokolls davon sprach, man wolle Deutschland wirtschaftlich als Einheit behandeln. Außerdem stimmten die Westmächte der Vertreibung zu, was angesichts des millionenfachen Unrechts, das die Nationalsozialisten begangen hatten, zwar verständlich sei, doch Graml meint, „dass hier Verbrechen mit Verbrechen vergolten wurden.“ In Kauf genommen wurde auch die Verelendung der Vertriebenen, und als wichtige Folge nennt er schließlich den deutschen Revisionismus, der die Staaten Ostmitteleuropas enger an die Sowjetunion gebunden habe.

### Rat der Außenminister
Die Europäische Beratende Kommission wurde aufgelöst und ersetzt durch einen Rat der Außenminister der „fünf wesentlichen Mächte“ (Vereinigtes Königreich, Sowjetunion, National-China, Frankreich, Vereinigte Staaten), der nach der Konferenz über weitere Fragen verhandeln sollte, vordringlich über Friedensverträge für Italien und die Verbündeten der Achsenmächte (Ungarn, Rumänien, Bulgarien und Finnland) sowie deren Zulassung zu den Vereinten Nationen. Danach könne der Rat mit der Ausarbeitung eines Friedensvertrages für Deutschland beginnen. An den Entwürfen sollten aber immer nur die Außenminister jener Staaten teilnehmen, deren Vertreter die Kapitulation des betreffenden Staates unterzeichnet hatten. Stalin willigte ein, dass auch Frankreich an den Friedensverträgen für Italien und Deutschland mitwirken könne. Die Friedensverträge mit Italien, Ungarn, Rumänien, Bulgarien und Finnland wurden auf der Pariser Friedenskonferenz 1946 beraten und am 10. Februar 1947 geschlossen.
Zwischen 1945 und 1947 fanden fünf Konferenzen statt: in London 1945 und 1947, in Paris im April/Mai und im Juni/Juli 1946, in New York im November/Dezember 1946 und in Moskau im März/April 1947. Auf keiner dieser Konferenzen konnte Einigkeit über den in Aussicht gestellten Friedensvertrag mit Deutschland erzielt werden.

### Atombombenabwürfe auf Japan und Potsdamer Erklärung
Die drei Regierungschefs der Vereinigten Staaten, Chinas und des Vereinigten Königreiches formulierten die Potsdamer Erklärung zum Krieg gegen Japan. Darin forderten sie unter Androhung der völligen Zerstörung Japans die Kapitulation Japans und nannten die Bedingungen. Am 21. Juli 1945 wurde Präsident Truman über den gelungenen Atomwaffentest informiert und gab am 24. Juli den Befehl, den Abwurf einer Atombombe für den 3. August vorzubereiten. Aus dem Entwurf der Potsdamer Erklärung ließ er die Garantie für den Fortbestand des japanischen Kaiserhauses, die die Annahme der Kapitulation erleichtert hätte, streichen. Den Vorschlag von Kriegsminister Stimson, die Japaner mit einer Probeexplosion vorzuwarnen, lehnte er ab. Truman wollte nicht, dass die Japaner vor dem Atombombenabwurf auf Hiroshima kapitulierten, weil er damit die Sowjets beeindrucken wollte. Chinas Präsident Chiang Kai-shek gab seine Zustimmung auf radiotelefonischem Weg. Der japanische Premierminister Kantaro Suzuki erklärte am 28. Juli, die Potsdamer Erklärung wäre nur eine Neuauflage der Kairoer Erklärung, auf die man nicht eingehen werde. Vom Ergebnis her lieferte er den USA damit die Rechtfertigung für den Atombombenabwurf.

## Auslegung und Vollzug durch die Siegermächte
Die Anwendung des Potsdamer Abkommens vom 2. August 1945 führte schon im September zu Meinungsverschiedenheiten, sowohl im Alliierten Kontrollrat, der – noch während die Konferenz tagte – in der Hauptstadt Berlin seine Tätigkeit aufgenommen hatte, als auch auf der ersten Sitzung des Rates der Außenminister in London. Frankreich, das nicht zur Konferenz eingeladen worden war, erhob im Oktober 1945 vor dem Kontrollrat Einwände gegen die Errichtung der im Abkommen vorgesehenen deutschen Zentralinstanzen. Dies trug dazu bei, dass in der Praxis jede Zonenverwaltung eigene Wege ging. Die Sowjetunion begann bald ihre Zone nach eigenen Vorstellungen umzugestalten, wie Stalin es laut den Forschungen des russischen Historiker Aleksej Filitov bereits vor der Potsdamer Konferenz beschlossen hatte; Großbritannien und die USA legten ihre Zonen zum 1. Januar 1947 zur Bizone zusammen, wodurch sie sich weit von dem Gedanken einer einheitlichen Behandlung Deutschlands entfernten, wie er im Potsdamer Protokoll zum Ausdruck kam. Deutliche Unterschiede gab es auch bei der Organisation der Wahlen zu den deutschen Selbstverwaltungsorganen. Die Amerikaner kündigten bereits im September 1945 Kommunalwahlen in ihrer Zone an, die ab Januar 1946 durchgeführt wurden und Mehrheiten für die CDU erbrachte. Die Kandidaten der KPD kamen zum Schrecken der Sowjetischen Militäradministration auf gerade einmal vier Prozent. In der sowjetischen Besatzungszone wurden die Wahlen daher verzögert, bis die Zwangsvereinigung von SPD und KPD zur SED abgeschlossen war. Bei den Kommunalwahlen in der SBZ, die schließlich im September 1946 durchgeführt wurden, erreichte die SED aufgrund zum Teil massiver Eingriffe der sowjetischen Militärverwaltung überall deutliche Mehrheiten, die SPD war nicht mehr zugelassen worden. Entgegen ihrer in Potsdam erklärten Absicht, die Einheit Deutschlands zu wahren, trugen die Besatzungsmächte durch ihr Vorgehen also selbst zu der über 40 Jahre anhaltenden deutschen Teilung bei.
Bereits im Mai 1946 stoppte General Lucius D. Clay, der stellvertretende Militärgouverneur der amerikanischen Besatzungszone die Reparationslieferungen an die Sowjetunion mit der Begründung, die Tauschlieferungen aus deren Zone seien ausgeblieben. Damit war ein zentraler Teil der reparationspolitischen Vereinbarung, die in Potsdam getroffen worden war, bereits nach wenigen Monaten Makulatur.
Die Grenze zwischen Polen und Deutschland sollte einer friedensvertraglichen Regelung mit Deutschland vorbehalten bleiben (→ Zwei-plus-Vier-Vertrag, deutsch-polnischer Grenzvertrag). Am 10. Oktober 1945 stellte der britische Außenminister Bevin fest, dass Großbritannien in keiner Weise verpflichtet sei, die Ansprüche Polens auf die Oder-Neiße-Grenze zu unterstützen. Die gleiche Feststellung traf der US-amerikanische Außenminister Byrnes am 6. September 1946 in einer Rede in Stuttgart. De facto, wenn auch nicht de jure hatten die Westmächte aber mit dem Potsdamer Abkommen die Annexion der Gebiete östlich von Oder und Neiße durch Polen und die Sowjetunion anerkannt.
Die Bedeutung der Potsdamer Beschlüsse wird in der Forschung unterschiedlich bewertet. Henning Köhler meint, sie seien nicht besonders wichtig gewesen. Allenfalls hätten sie später der Propaganda des Ostblocks als Vorwand gedient, um „dem Westen ständig den Bruch des Abkommens vorzuwerfen“. Wolfgang Benz dagegen nennt das Potsdamer Protokoll „die Magna Charta der Nachkriegspolitik gegenüber Deutschland“; mit dem Schwinden der Aussichten auf eine Verwirklichung der alliierten Zusagen gegenüber Deutschland sei aber auch seine Bedeutung zurückgegangen. Die Großmächte seien in Potsdam zusammengekommen, um die Beute zu teilen: „als sie auseinandergingen, hatten sie nicht nur Deutschland, sondern die Welt geteilt“.